# Рей, Владислав
Владислав Рей (1612—1682) — государственный и военный деятель Речи Посполитой, подскарбий надворный коронный, воевода любельский (1666—1682), стольник краковский, староста либушский и солотвинский, канцлер и казначей польской королевы Марии Луизы Гонзага.

## Биография
Представитель польского шляхетского рода Реев герба «Окша». Сын польского дипломата Анджея Рея (1584—1641) и Софии Латальской, правнук польского писателя и музыканта Николая Рея из Нагловиц.
Учился в Лейденском и Утрехтском университетах.
Владелец Пшецлава.
Участник битв с восставшими казаками под Берестечком в 1651 году и со шведами под Варшавой в 1656 году.
Занимал должности подскарбия (с 1661) и канцлера (с 1662) королевы Марии Луизы Гонзага, супруги польского короля Яна II Казимира.
Владислав Рей являлся послом Речи Посполитой в Швеции в 1660 году и во Франции в 1666 году.
В 1666 году Владислав Рей получил должность воеводы любельского.
С 1651 года был женат на Теофилии Горайской (ум. 1701), дочери Збигнева Горайского, лидера польского кальвинистов. Первоначально Владислав Рей был кальвинистом, но около 1655 года он принял католичество.
В 1668 году после отречения от престола короля Яна II Казимира Вазы Владислав Рей поддерживал кандидатуру московского царевича Фёдора Алексеевича на престол Речи Посполитой.
В 1674 году он был избран послом (депутатом) от Любельского воеводства на элекционный сейм, где поддержал кандидатуру Яна III Собеского.